# Santa María Peñoles
Santa María Peñoles là một đô thị thuộc bang Oaxaca, México. Năm 2005, dân số của đô thị này là 7640 người.